# McDonnell Douglas MD-80
McDonnell Douglas MD-80 — ближнемагистральный реактивный пассажирский самолёт, разработанный в США в 1970-е годы. Был предназначен для замены устаревшего DC-9.
Первый авиалайнер был доставлен стартовому заказчику Swissair 13 сентября 1980 года, который ввел его в эксплуатацию 10 октября 1980 года. Самый массовый реактивный пассажирский самолёт производства McDonnell Douglas.
Производство закончилось в 1999 году после поставки 1191 самолета MD-80.

## История создания
DC-9 поступил в эксплуатацию в конце 1965 года и стал коммерчески успешным, когда к моменту окончания производства в 1982 году было построено 976 единиц. В октябре 1977 года с получением от Swissair заказа на 15 машин началась программа создания лайнера DC-9 Super 80 на основе DC-9. Сохранив внешнюю схожесть с ним, Super 80 в реальности был совершенно иным самолетом, который позже был переименован в MD-80. Фюзеляж был удлинён, увеличился максимальный взлётный вес, спроектировано новое крыло, новые основные стойки шасси, увеличилась ёмкость топливных баков. На самолёт устанавливались новые версии турбовентиляторного двигателя Pratt & Whitney JT8D с более высокими степенями двухконтурности.
Первый экземпляр MD-80 совершил первый полет с аэродрома McDonnell Douglas в Лонг-Бич, штат Калифорния. Стартовым заказчиком стала компания Swissair, получившая первую машину 13 сентября 1980 года, и 10 октября она выполнила первый полет по маршруту Цюрих - Лондон. Примечательной в конструкции самолёта была особая компоновка кресел в экономклассе по схеме 2-3.
За время эксплуатации было создано множество модификаций оригинального MD-80, включая MD-90 и MD-95. Самолёт выпускался с 1980 по 1999 годы и стал достойным конкурентом самолёту Boeing 737 Classic.

## Аэродинамическая схема

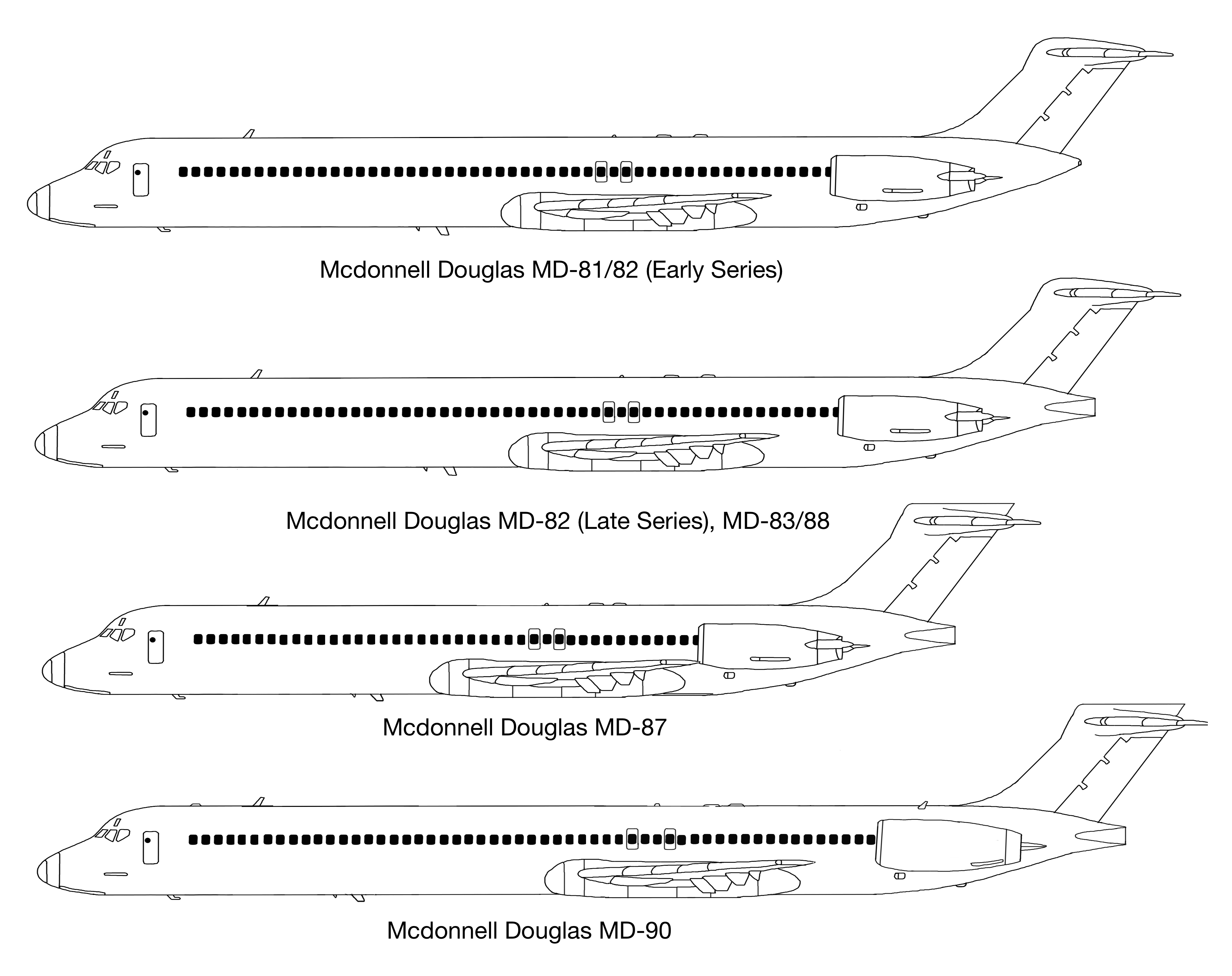
Семейство MD-80

Двухмоторный турбовентиляторный низкоплан со стреловидным крылом, Т-образным оперением (с переставным стабилизатором) и задним расположением двигателей.

## Модификации
- MD-80 — исходная модель.
- MD-81
- MD-82/88
- MD-83
- MD-87 — укороченный вариант MD-80.
- MD-90

- MD-90-30ER
- MD-95 (Boeing 717)

## Авиакомпании-операторы

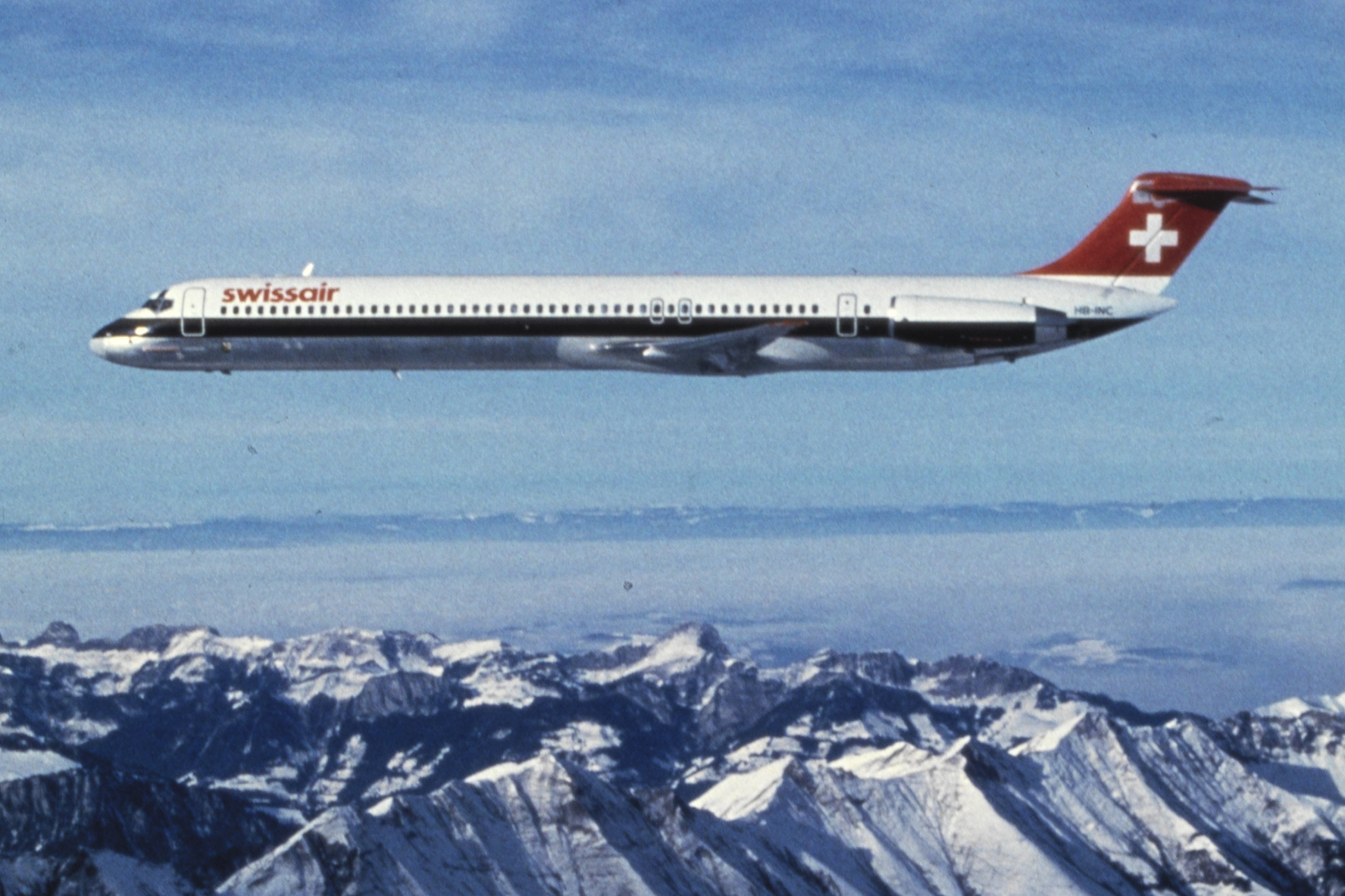
MD-81 Swissair

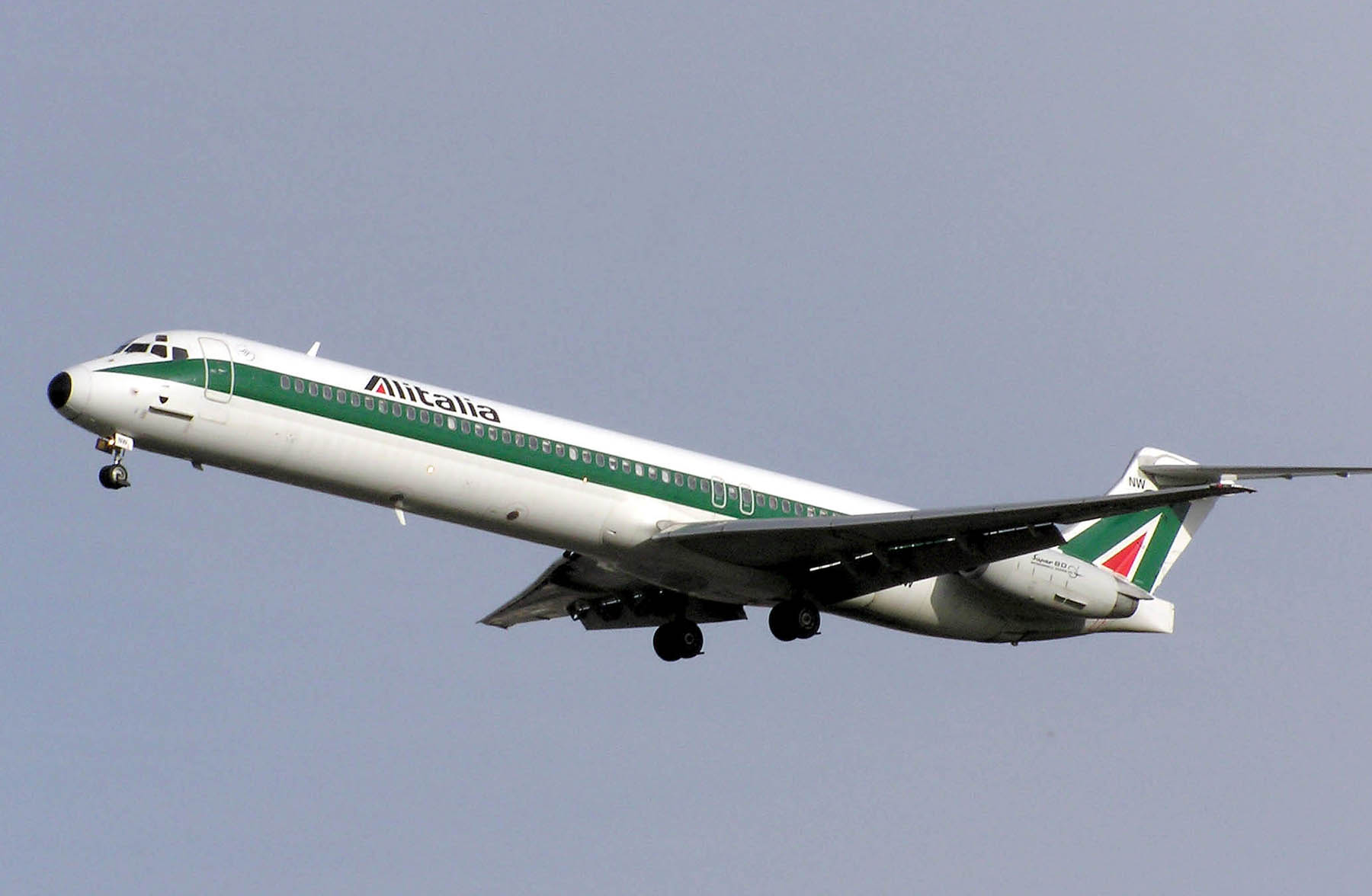
MD-82 Alitalia

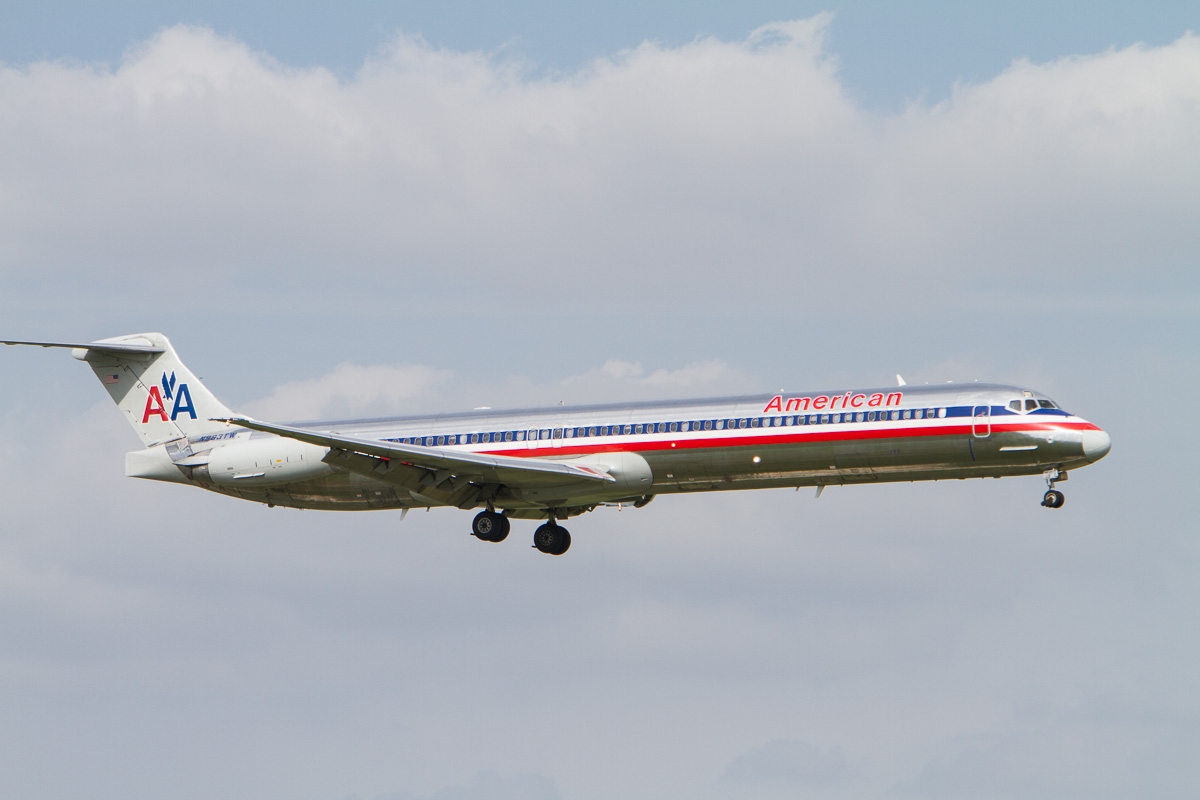
MD-83 American Airlines

MD-80 был востребован многими авиакомпаниями мира и остаётся в активной эксплуатации до сих пор, несмотря на то, что производство последних модификаций этого лайнера было прекращено в 1999 году. По состоянию на август 2008 года в эксплуатации находилось около 800 самолётов.
С начала 2000-х авиакомпании активно выводят MD-80 из эксплуатации по причине низкой топливной эффективности. Часовой расход топлива MD-80 составляет 3200 кг/час, в то время как Boeing 737-800 вмещает больше пассажиров и расходует в среднем 2500 кг/час.
Главные авиакомпании-операторы MD-80:
- Anda Air
- Bravo Airways
- AeroMexico
- Allegiant Air
- Northwest Airlines
- American Airlines
- Austrian Airlines
- Avianca
- Delta Air Lines
- Swiss
- Alitalia
- Scandinavian Airlines System (SAS)
- Finnair
- UM Air
- Iberia
- Japan Air System (JAS)
- China Eastern Airlines
- Midwest Airlines
- China Northern Airlines
- Alaska Airlines
- Korean Air
- Khors Air
- Austral
- Onur Air
- Aerolineas Argentinas
- ATA Airlines
- Meridiana

## Лётно-технические характеристики
|                                           | MD-81                    | MD-82/-88                   | MD-83                    | MD-87                     | MD-90-30ER   |
| Число пассажиров (в туристическом классе) | 172                      | 172                         | 172                      | 139                       | 172          |
| Максимальная взлётная масса               | 64 000 кг                | 67 800 кг                   | 72 600 кг                | 64 000 кг                 | 70 760 кг    |
| Максимальная дальность                    | 2900 км                  | 3800 км                     | 4600 км                  | 4400 км                   | 4425 км      |
| Крейсерская скорость                      | 811 км/ч                 | 811 км/ч                    | 811 км/ч                 | 811 км/ч                  | 812 км/ч     |
| Длина                                     | 45,1 м                   | 45,1 м                      | 45,1 м                   | 39,7 м                    | 46,5 м       |
| Размах крыла                              | 32,8 м                   | 32,8 м                      | 32,8 м                   | 32,8 м                    | 32,87 м      |
| Высота в хвосте                           | 9,05 м                   | 9,05 м                      | 9,05 м                   | 9,3 м                     | 9,4 м        |
| Силовые установки                         | 2×8391 кгс               | 2×9072 кгс                  | 2×9525 кгс               | 2×9072 кгс                | 2×11 340 кгс |
| Тип двигателей                            | Pratt & Whitney JT8D-209 | Pratt & Whitney JT8D-217A/C | Pratt & Whitney JT8D-219 | Pratt & Whitney JT8D-217C | IAE V2525-D5 |

## Аварии и катастрофы
По данным сайта Aviation Safety Network, по состоянию на 21 июня 2022 года в общей сложности в результате катастроф и серьёзных аварий были потеряны 47 самолётов McDonnell Douglas MD-80 всех модификаций. McDonnell Douglas MD-80 пытались угнать 10 раз, при этом никто не погиб. Всего в этих происшествиях погибли 1446 человек.
| Дата       | Бортовой номер | Место катастрофы | Жертвы    | Краткое описание |
| ---------- | -------------- | ---------------- | --------- | --- |
| 19.06.1980 | N1002G         | Аризона          | 0/3       | Тестовый полёт. Грубая посадка. |
| 01.12.1981 | YU-ANA         | Корсика          | 180/180   | Врезался в гору. Экипаж и авиадиспетчеры не поняли друг друга.                                                                     |
| 16.08.1987 | N312RC         | Детройт          | 2+154/155 | Экипаж начал взлёт, не выполнив необходимые требования.                                                                            |
| 12.06.1988 | N1003G         | Посадас          | 22/22     | Разбился при заходе на посадку в условиях минимальной видимости.                                                                   |
| 27.12.1991 | OY-KHO         | Готтрёра         | 0/129     | Отказ двигателей из-за некачественно проведённой очистки от льда. Аварийная посадка.                                               |
| 25.10.1993 | B-28003        | Тайбэй           | 0/160     | Отказ двигателя, возврат в аэропорт, грубая посадка.                                                                               |
| 26.10.1993 | B-2103         | Фучжоу           | 2/80      | Грубая посадка. |
| 13.11.1993 | B-2141         | Урумчи           | 12/102    | Не долетел до ВПП, ошибочное включение автопилота.                                                                                 |
| 12.11.1995 | N566AA         | Виндзор-Локс     | 0/78      | Жёсткая посадка до ВПП из-за ошибок экипажа.                                                                                       |
| 06.07.1996 | N927DA         | Пенсакола        | 2/147     | При разгоне по ВПП взорвался двигатель, прерванный взлёт, погибли 2 пассажира.                                                     |
| 28.01.1999 | I-DAVN         | Катания          | 0/84      | Грубая посадка. |
| 24.02.1999 | LV-VBY         | Буэнос-Айрес     | 0/0       | Сгорел в ангаре. |
| 15.03.1999 | HL7570         | Пхохан           | 0/156     | Выкатывание за пределы ВПП. |
| 01.06.1999 | N215AA         | Литл-Рок         | 11/145    | Грубая посадка в сложных метеоусловиях.                                                                                            |
| 31.01.2000 | N963AS         | Тихий океан      | 88/88     | Отказ стабилизаторов на эшелоне.                                                                                                   |
| 14.06.2000 | N16884         | Ньюарк           | 0/6       | Врезался в стену при пробном запуске двигателей.                                                                                   |
| 08.10.2001 | SE-DMA         | Милан            | 8+110/110 | При взлёте столкнулся с Cessna 525.                                                                                                |
| 07.05.2002 | B-2138         | Далянь           | 112/112   | Пожар на борту. За день до полёта один из пассажиров купил семь страховых полисов, страхующих его жизнь на сумму 170 000 долларов. |
| 20.04.2004 | I-DAWR         | Триест           | 0/96      | Столкнулся с дорожной техникой при движении к терминалу. Экипаж забыли предупредить о ремонтных работах.                           |
| 30.11.2004 | PK-LMN         | Суракарта        | 25/153    | Выкатывание с ВПП при посадке. |
| 08.01.2005 | VP-BGI         | Кали             | 0/170     | Выкат с ВПП при посадке. |
| 24.03.2005 | EC-FLK         | Мадрид           | 0/0       | Проезжавший автобус врезался в крыло стоящего самолёта.                                                                            |
| 16.08.2005 | HK-4374X       | Мачикес          | 160/160   | Сваливание с эшелона из-за набора закритической высоты и неблагоприятных погодных условий.                                         |
| 04.03.2006 | PK-LMW         | Сурабая          | 0/144     | При посадке выкатился с ВПП и повредил шасси из-за неисправностей в механизме реверса левого двигателя.                            |
| 20.08.2007 | EC-FIH         | Барселона        | 0/0       | Проезжавший автобус врезался в левую консоль крыла стоящего самолёта. Крыло вошло в автобус на 2 метра.                            |
| 16.09.2007 | HS-OMG         | Пхукет           | 90/130    | Разбился при посадке в сложных метеоусловиях.                                                                                      |
| 11.10.2007 | SU-BOY         | Стамбул          | 0/164     | Рейс Хургада-Варшава. При вынужденной посадке из-за технических проблем выкатился с ВПП и потерял основные стойки шасси.           |
| 30.11.2007 | TC-AKM         | Ыспарта          | 57/57     | Разбился в горах при заходе на посадку.                                                                                            |
| 20.08.2008 | EC-HFP         | Мадрид           | 154/172   | Разбился при взлёте с невыпущенными закрылками.                                                                                    |
| 19.11.2009 | 9Q-CAB         | Гома             | 0/117     | При посадке выкатился за пределы ВПП и разрушился.                                                                                 |
| 21.06.2010 | 9Q-COQ         | Киншаса          | 0/101     | При взлёте из-за взрыва шины была повреждена гидросистема и двигатель, аварийная посадка.                                          |
| 03.06.2012 | 5N-RAM         | Лагос            | 6+153/153 | При заходе на посадку упал на жилые дома из-за отказа двигателей.                                                                  |
| 15.07.2012 | N110HM         | Даллас           | 0/0       | Повреждён до степени списания при техобслуживании.                                                                                 |
| 01.05.2013 | N7518A         | Даллас           | 0/н.д.    | Повреждён до степени списания на стоянке.                                                                                          |
| 24.07.2014 | EC-LTV         | Госси            | 116/116   | Сваливание на эшелоне из-за обледенения и ошибок экипажа.                                                                          |
| 05.03.2015 | N909DL         | Нью-Йорк         | 0/132     | Аварийная посадка, выкатывание за пределы ВПП.                                                                                     |
| 14.06.2018 | UR-CPR         | Киев             | 0/175     | Выкат с ВПП. Разрушены стойки шасси, фюзеляж и крыло. Передан в музей.                                                             |
| 27.01.2020 | EP-CPZ         | Бендер-Махшехр   | 0/144     | Выкатился с ВПП на автостраду. |
| 19.10.2021 | N987AK         | Хьюстон          | 0/21      | Разбился при взлёте. |
| 21.06.2022 | HI1064         | Майами           | 0/140     | При посадке выехал за пределы ВПП, от столкновения с препятствием загорелся                                                        |
| 23.04.2024 | 5N-BKI         | Лагос            | 0/88      | Выкат за пределы ВПП при посадке. Разрушена передняя стойка шасси.                                                                 |

## Подобные самолёты
- Airbus A320
- Boeing 737-400
- Boeing 737-800